# 5060 Yoneta
Az 5060 Yoneta (ideiglenes jelöléssel 1988 BO5) a Naprendszer kisbolygóövében található aszteroida. Ueda Szeidzsi és Kaneda Hirosi fedezte fel 1988. január 24-én.